# بلومفيلد (معالج دقيق)
بلومفيلد (Bloomfield) هو الاسم الرمزي لمعالجات سطح المكتب عالية الأداء من إنتل، والتي تُباع تحت اسم Intel Core i7 -9xx، وكذلك لمعالجات الخوادم أحادية المعالج التي تُباع باسم Xeon 35xx. تأتي هذه المعالجات في تكوينات متطابقة تقريباً، وقد صُممت لتحل محل معالجات Yorkfield السابقة. يرتبط قلب معالج بلومفيلد ارتباطاً وثيقاً بالمعالج المزدوج زيون، الذي يحمل نفس قيمة CPUID وهي 0106Ax (العائلة 6، الطراز 26)، ويستخدم نفس المقبس. يستخدم بلومفيلد مقبساً مختلفاً عن معالجات Lynnfield وClarksfield اللاحقة، التي تعتمد على نفس معمارية nm Nehalem بدقة 45 نانومتر، على الرغم من أن بعضها يشترك في نفس العلامة التجارية Intel Core i7

## سمات
تمتلك معالجات بلومفيلد (Bloomfield) العديد من الميزات الجديدة التي تمثل تغييرات جوهرية مقارنة بمعالجات يوركفيلد (Yorkfield)، وتتضمن:
- مقبس LGA 1366 الجديد: هذا المقبس غير متوافق مع المعالجات السابقة.
- وحدة تحكم ذاكرة مدمجة على الشريحة (On-die memory controller): تُوصل الذاكرة مباشرة بالمعالج. يُسمى هذا الجزء "Uncore" ويعمل بتردد ساعة مختلف عن تردد الأنوية التنفيذية.
- ذاكرة ثلاثية القنوات: تدعم كل قناة ما يصل إلى وحدتي DDR3 DIMM. عادةً ما تحتوي اللوحات الأم المصممة لبلومفيلد على ثلاث، أربع (2، 1، 1)، أو ست فتحات DIMM.
- دعم ذاكرة DDR3 فقط.
- استبدال ناقل الواجهة الأمامية (Front Side Bus): تم استبداله بواجهة Intel QuickPath Interconnect (QPI). يجب أن تستخدم اللوحات الأم شرائح تدعم QuickPath Interconnect.
- الذاكرات المخبأة (Caches) التالية:
  - ذاكرة تخزين مؤقت L1 تعليمات 32 كيلوبايت وL1 بيانات 32 كيلوبايت لكل نواة.
  - ذاكرة تخزين مؤقت L2 بسعة 256 كيلوبايت (تعليمات وبيانات مجمعة) لكل نواة.
  - ذاكرة تخزين مؤقت L3 بسعة 8 ميجابايت (تعليمات وبيانات مجمعة) "شاملة"، مشتركة بين جميع الأنوية.
- جهاز أحادي القالب (Single-die device): جميع الأنوية الأربعة، ووحدة تحكم الذاكرة، وجميع الذاكرات المخبأة موجودة على قالب واحد، بدلاً من وحدة متعددة الرقائق مكونة من قالبين ثنائيي النواة كما في معالجات Yorkfield.
- تقنية "Turbo Boost": تسمح لجميع الأنوية النشطة بزيادة ترددها بذكاء بخطوات تبلغ 133 ميجاهرتز فوق معدل التردد التصميمي، طالما أن المتطلبات الحرارية والكهربائية المحددة مسبقاً لوحدة المعالجة المركزية لا تزال مستوفاة. [1]
- إعادة تطبيق تقنية Hyper-threading: قُدمت تقنية Hyper-threading لأول مرة في معمارية NetBurst الدقيقة الأقدم، ولكن أُهملت في معمارية Core اللاحقة، التي كانت سليل عائلة Pentium III. مع تمكين Hyper-threading، يمكن لكل من الأنوية الأربعة المادية معالجة ما يصل إلى مسارين في وقت واحد، مما يجعل المعالج يظهر لنظام التشغيل كثمانية وحدات معالجة مركزية منطقية.
- واجهة QuickPath واحدة فقط: هذا يعني أنها غير مخصصة للوحات الأم متعددة المعالجات.
- تقنية تصنيع 45 نانومتر.
- 731 مليون ترانزستور.
- حجم القالب 263 مم مربع.
- إدارة طاقة متطورة: يمكنها وضع الأنوية غير المستخدمة في وضع طاقة صفرية.
- دعم مجموعات تعليمات SSE4.2 وSSE4.1.

## الأسماء التجارية
| اسم العلامة التجارية | النموذج (القائمة)      | سوق                  | نطاق تردد الساعة   | واجهة QuickPath     |
| -------------------- | ---------------------- | -------------------- | ------------------ | ------------------- |
| كور i7               | i7-9xx                 | سطح مكتب عالي الأداء | 2.66–3.20 جيجاهرتز | 1× 4.8 جي تي/ثانية  |
| كور i7               | i7-9xx الإصدار المتطرف | سطح مكتب متطرف       | 3.2–3.33 جيجاهرتز  | 1× 6.4 جي تي/ثانية  |
| زيون                 | W35xx                  | محطة عمل             | 2.4–3.2 جيجاهرتز   | 4.8–6.4 جي تي/ثانية |

## نوى المعالج
- معدلات الساعة المدرجة هنا هي كما حددتها شركة Intel للوضع العادي. يمكن أن يؤدي "التعزيز التوربيني" إلى زيادة المعدل على النوى النشطة بخطوات من ساعة الأساس (133 ميجا هرتز إذا لم يتم رفع تردد التشغيل) حتى حد محدد مسبقًا لفترات قصيرة عند الحاجة، وهو ما قد يكون مفيدًا مع التطبيقات ذات الخيط الواحد.
- يحتوي كل من I7-965 XE و I7-975 XE على مضاعفات منفصلة غير مقفلة للذاكرة والأنوية.
  - لا تضمن شركة Intel سرعة الساعة الأساسية الموجودة أعلى من تلك الموجودة في الجدول.[4] سرعة ساعة وحدة المعالجة المركزية 6.158 تم تحقيق جيجاهيرتز.[5]
  - لا تضمن شركة Intel معدلات الذاكرة الأعلى من تلك الموجودة في الجدول.[2] تم تحقيق سرعات الذاكرة DDR3-2133.[6] وقد تم الإبلاغ عن تحقيق معدلات أعلى.
- يتمتع المعالج بقوة تصميم حرارية تبلغ 130 W وسوف يبطئ نفسه إذا تم تجاوز هذه القوة. يمكن تعطيل هذه الميزة من خلال خيار موجود في BIOS معظم اللوحات الأم الجديدة.[7]
- الأسعار هي أسعار الجملة لشركة Intel لعدد 1000 وحدة بالدولار الأمريكي عند إطلاق المنتج.

| كور i7 الطراز[1]       | نانومتر    | النوى (الخيوط) | الساعات (جيجاهيرتز) | الساعات (جيجاهيرتز) | الساعات (جيجاهيرتز) | مضاعف الساعة | مضاعف الساعة | السعر (دولار أمريكي) | مخبأ                                         | وحدة تحكم الذاكرة                 | واجهة QuickPath | القدرة التصميمية الحرارية | المقبس   | يطلق تاريخ |
| ---------------------- | ---------- | -------------- | ------------------- | ------------------- | ------------------- | ------------ | ------------ | -------------------- | -------------------------------------------- | --------------------------------- | --------------- | ------------------------- | -------- | ---------- |
| كور i7 الطراز[1]       | نانومتر    | النوى (الخيوط) | اساسي               | غير أساسي           | قاعدة               | اساسي        | غير أساسي    | السعر (دولار أمريكي) | مخبأ                                         | وحدة تحكم الذاكرة                 | واجهة QuickPath | القدرة التصميمية الحرارية | المقبس   | يطلق تاريخ |
| i7-920                 | 45 نانومتر | 4 (8)          | 2.66                | 2.13                | 0.133               | 20           | 16           | 284                  | 256 كيلو بايت L2/النواة 8 ميجابايت مشتركة L3 | 3 × DDR3-800/1,066 ميجابايت/ثانية | 1× 4.8 GT/s     | 130 W                     | LGA 1366 | 2008-11-17 |
| i7-930                 | 45 نانومتر | 4 (8)          | 2.80                | 2.13                | 0.133               | 21           | 16           | 294                  | 256 كيلو بايت L2/النواة 8 ميجابايت مشتركة L3 | 3 × DDR3-800/1,066 ميجابايت/ثانية | 1× 4.8 GT/s     | 130 W                     | LGA 1366 | 2010-02-28 |
| i7-940                 | 45 نانومتر | 4 (8)          | 2.93                | 2.13                | 0.133               | 22           | 16           | 562                  | 256 كيلو بايت L2/النواة 8 ميجابايت مشتركة L3 | 3 × DDR3-800/1,066 ميجابايت/ثانية | 1× 4.8 GT/s     | 130 W                     | LGA 1366 | 2008-11-17 |
| i7-950                 | 45 نانومتر | 4 (8)          | 3.06                | 2.13                | 0.133               | 23           | 16           | 562                  | 256 كيلو بايت L2/النواة 8 ميجابايت مشتركة L3 | 3 × DDR3-800/1,066 ميجابايت/ثانية | 1× 4.8 GT/s     | 130 W                     | LGA 1366 | 2009-06-03 |
| i7-960                 | 45 نانومتر | 4 (8)          | 3.20                | 2.13                | 0.133               | 24           | 16           | 562                  | 256 كيلو بايت L2/النواة 8 ميجابايت مشتركة L3 | 3 × DDR3-800/1,066 ميجابايت/ثانية | 1× 4.8 GT/s     | 130 W                     | LGA 1366 | 2009-10-18 |
| i7-965 Extreme Edition | 45 نانومتر | 4 (8)          | 3.20                | 2.66                | 0.133               | 24           | 20           | 999                  | 256 كيلو بايت L2/النواة 8 ميجابايت مشتركة L3 | 3 × DDR3-800/1,066 ميجابايت/ثانية | 1× 6.4 GT/s     | 130 W                     | LGA 1366 | 2008-11-17 |
| i7-975 Extreme Edition | 45 نانومتر | 4 (8)          | 3.33                | 2.66                | 0.133               | 25           | 20           | 999                  | 256 كيلو بايت L2/النواة 8 ميجابايت مشتركة L3 | 3 × DDR3-800/1,066 ميجابايت/ثانية | 1× 6.4 GT/s     | 130 W                     | LGA 1366 | 2009-06-03 |

## أداء
- تمكنت مجلة The Inquirer من الحصول على عينة هندسية 965 بمعدل ساعة أساسي يصل إلى 4 جيجاهرتز مع تبريد المروحة وTurbo Boost.[بحاجة لمصدر][ بحاجة لمصدر ]
- قامت شركة IT OC Taiwan برفع سرعة عينة هندسية من 965 إلى 4.20 جيجاهرتز بمعدل QPI يبلغ 200 ميغا هرتز وقيمة مضاعف 21.0. إعداد vCore 1.72 تم استخدام فولت، وهو أعلى بكثير من الجهد الأساسي البالغ 1.25 فولت وقد يؤدي إلى إتلاف وحدة المعالجة المركزية أو اللوحة الأم.[13]
- حصل نظام Core i7 940 الذي يعمل بمعدلات الساعة الأصلية على درجة وحدة المعالجة المركزية 17,966 في اختبار 3DMark Vantage.[14] سجل نظام Core i7 920 16,294 نقطة أثناء التشغيل بمعدلات الساعة الأساسية. سجل معالج Intel Core 2 Extreme QX9770، وهو عضو باهظ الثمن من الجيل السابق من معالجات Intel (يبلغ سعره أكثر من أربعة أضعاف سعر 920 عند إطلاقه)، 13,182 نقطة وهو يعمل أيضًا بمعدلات الساعة الأساسية.[15]
- قام موقع AnandTech باختبار Intel QuickPath Interconnect (4.8 إصدار GT/s) ووجد نطاق عرض النسخ باستخدام قناة ثلاثية 1,066 كانت سرعة DDR3 12.0 ميجاهرتز جيجا بايت/ثانية. أ 3.0 نظام Core 2 Quad بسرعة GHz باستخدام قناة مزدوجة 1066 حققت ذاكرة DDR3 بسرعة 6.9 GB/s .[16]
- اكتشفت شركة Maximum PC أن شركة Intel قامت بإلغاء قفل مضاعفات ساعة QPI والذاكرة في أجهزة 920 و940 المخصصة للبيع بالتجزئة. يزعم أن هذا يرجع إلى ردود فعل المستهلكين.[17]
- سيحتوي Core i7-975 على D0 Stepping الجديد. أظهرت الاختبارات التي أجرتها مختبرات X-bit أنها تتمتع بكفاءة طاقة وإمكانية رفع تردد التشغيل بشكل أفضل من خطوة C0.[18]
- تم اعتبار Intel Core i7-975 Extreme Edition أسرع معالج سطح مكتب في العالم (حتى i7-980x ) وفقًا لمراجعة من Hot Hardware. يعمل بمعدل ساعة 3.33 معدلات ساعة GHz مع Turbo Boost تعمل على تشغيل المعالج بسرعة تصل إلى 3.46 جيجاهرتز مع تشغيل جميع الأنوية الأربعة و3.6 جيجاهرتز مع نواة واحدة في العمل. تم رفع تردد المعالج إلى 4.1 جيجاهرتز مع الحفاظ على 50 درجة مئوية (122 °F) درجة الحرارة الأساسية مع وحدة التبريد الأصلية.[19]

## رفع تردد التشغيل
تتشابه عملية كسر السرعة (Overclocking) لمعالجات بلومفيلد (Bloomfield) مع تلك الخاصة ببنية AMD، وذلك بسبب وجود متحكم الذاكرة الشمالي (MCH) المدمج على الشريحة. سيكون كسر السرعة ممكناً مع سلسلة شرائح 900 واللوحات الأم المجهزة بشريحة <b>X58</b>. في أوائل أكتوبر 2008، ظهرت تقارير تشير إلى أنه لن يكون ممكناً استخدام وحدات ذاكرة DDR3 DIMM "عالية الأداء" التي تتطلب جهداً كهربائياً أعلى من 1.65 فولت، لأن وحدة التحكم في الذاكرة داخل معالجات Core i7 قد يتلف نتيجة لذلك.
تحتوي معالجات بلومفيلد (Bloomfield) على ثلاث قنوات للذاكرة، ويمكن تحديد نطاق تردد القناة عن طريق ضبط مضاعف الذاكرة. ومع ذلك، أظهرت المعايير الأولية أنه عند ضبط معدل الساعة أعلى من حد معين (1333 لـ 965XE)، سيتمكن المعالج من الوصول إلى قناتين فقط من الذاكرة في نفس الوقت. تتمتع ذاكرة 965XE بمعدل إنتاجية (throughput) أعلى للذاكرة عند استخدام 3xDDR3-1333 مقارنة بـ 3xDDR3-1600. كما أن ذاكرة 2xDDR3-1600 تتمتع بمعدل إنتاجية يكاد يكون مطابقاً لذاكرة 3xDDR3-1333.[بحاجة لمصدر] 

## العيوب
لا تدعم معالجات Core i7 Bloomfield ذاكرة تصحيح الأخطاء (Error-Correcting Code - ECC). على الرغم من أن بعض اللوحات الأم المزودة بمقبس LGA 1366 تدعم كلاً من معالجات Core i7 وسلاسل Xeon 35xx و55xx، وتُعلن عن دعم ذاكرة ECC،  فإن وظيفة ECC تكون متاحة فقط عند تركيب معالج Xeon، وليس عند تركيب معالج Core i7.

## تطور المنتج
ر طُرحت معالجات Core i7 950 وCore i7 975 Extreme Edition في مارس 2009 بأسعار مماثلة لأسعار معالجات 940 و965 Extreme Edition على التوالي، ولكن بأداء أفضل في كل حالة. وقد حددت إنتل موعد إيقاف إنتاج معالجات 940 و965XE في الربع الثالث من عام 2009. وأعلنت إنتل في الوقت نفسه عن إيقاف إنتاج عائلات أخرى من المعالجات القديمة.

## انظر ايضا
- يوركفيلد (معالج دقيق)
- جاينستاون (معالج دقيق)
- لينفيلد (معالج دقيق)
- قائمة معالجات إنتل زيون
- قائمة معالجات إنتل كور آي 7
- قائمة طُرز ماكنتوش مُصنفة حسب نوع وحدة المعالجة المركزية

## روابط خارجية
- صفحة الويب الخاصة بـ Intel Core i7
- صفحة الويب الخاصة بـ Intel Core i7 Extreme Edition
- معالجات Intel Core i7: Nehalem وX58 وصلت - تقييم أداء HotHardware
- مراجعة معالجات Intel Core i7-975 XE وCore i7-950: تحديثات في التشكيلة وخطوات جديدة